# ثقب نفرتيتي
ثقب نفرتيتي هو ثقب في الأعضاء التناسلية الأنثوية وهو عبارة عن مزيج من ثقب قلنسوة البظر العموديوثقب كريستينا.